# P3M3
P3M3是项目组合、项目群和项目管理成熟度模型的简称。它是由英国商务部（OGC）开发，是行业公认的制定基线、衡量绩效改进和验证投资成效的最好办法。多年实践证明，采用P3M3作为诊断工具来评估组织能力，能更快地识别出改进机会，更好地帮助组织改善绩效。

## P3M3历史
英国政府商务办公室（OGC，现更名为英国内阁办公室）于2005年发布了P3M3，旨在帮助公共部门的提高采购的标准和能力，最终实现物有所值。    
2008年6月发布了第二版本。2010年2月，内阁办公室发布了最新版本2.1。新版本跨越多个行业的项目群管理的成熟度知识，并介绍了项目组合管理的定义。它与较早的版本完全兼容，所以那些已经采用第一版本的P3M3模型进行评估的组织将能够从改进的模型的评估中看到现在的改进计划的影响。

## P3M3模型和框架
P3M3模型包含：3个独立子模型，7个评估维度，5个成熟度级别：
1. 3个独立子模型：即项目组合、项目群和项目管理成熟度模型。每个模型都有支撑体系的方法论，比如，项目管理模型就是该模型基于最佳实践指南和OGC的PRINCE2®手册开发的。
2. 3个模型的7个核心维度：

### (1)管理控制
它涵盖了提案的内部各种控制机制及其在整个生命周期里是如何保持运行方向的，包括了控制主体在需要时能恰当停止或改变其方向的恰当的制动点。
管理控制的特征是：提案全生命周期里的领导、方向、范围、阶段以及项目群阶段、评审过程。应存在定期的核查点和清晰界定的决策过程。应具备完整和清晰的目标，提案将交付什么应得到完整和清晰的描述。提案应清晰地描述产出；如果是项目群，应有蓝图（或目标运营模型）并界定了成果；如果是项目组合，应有组织蓝图（或目标运营模型）。
各种内部结构应整合以达成上述特征，控制的焦点是在容许偏差和边界范围内实现它们——容许偏差和边界由控制主体设定，并反映了更广泛的组织需求。问题应得到识别和评估，处置方法应采用结构化流程并作恰当的影响评估。

### (2)收益管理
作为一个过程，收益管理是要确保预期的商业变革成果得到了清晰的界定、可以测量，确保其通过结构化的方法最终得到实现，并且在组织范围内有最终问责人。
收益应由负责交付它们的组织单元进行评估并批准。各项收益之间的依赖关系及其他需求应清晰地界定，提案产出的方式应满足这些需求。收益应恰当分类并从总体上考虑其含义，应具备相关证据。所有的收益都应该有最终问责人，应具备实施计划，应得到积极管理以确保其实现。运营方面的转变应得到关注，后续行动也应得到充分考虑，以确保组织对这些收益负最终责任并积极实现之。

### (3)财务管理
财务是一项基本资源，对于提案的启动和控制来说会是一个关注焦点。财务管理确保提案所有可能的成本在正式的商业论证中均得到了捕捉和评估、在整个投资周期内成本均被分类和管理。
应有证据表明组织的财务部门恰当地开展了工作，在更广泛的组织层级中，审批机制是明确的。商业论证或类似工作应为组织界定提案的价值，应该对可能的选择作出财务判断。就一个提案的生命周期而言，商业论证是决策的关键，它也关系到正式的评审阶段和其他替换行动的成本与收益。财务管理将对资金可用性进行计划，以支持投资决策。

### (4)利益相关方参与
对任何提案来说，利益相关方都是成功的关键因素。不同层次的利益相关方，不管是组织内部的还是外部的，都需要进行分析并使之有效地参与进来，以便达成其支持和参与的目标。利益相关方参与涉及到制订沟通计划、有效识别并采用不同的沟通渠道、以及促成目标的技巧等。
利益相关方参与应视为所有提案均不可缺的过程，并且始终与提案生命周期和治理控制机制有着内在联系。

### (5)风险管理
它关注的是组织对于提案所面对威胁、所提供机会的管理办法。风险管理在威胁和机会之间取一个平衡，采取恰当的管理举措降低或消除任何已获识别威胁发生的可能性，或一旦发生则降低其影响，放大机会。它关注影响到提案的各种类型风险，包括内部和外部风险，并会重点监控产生风险的触发因素。
应创新且积极地应对风险，采取各种办法降低威胁、扩大机会。提案生命周期里应包含风险评审，应具备支持流程和结构以确保容忍度恰当、依托证据进行干预和变更来管理风险。

### (6)组织治理
它关注提案的交付是怎样服务于组织的战略方向的，包括启动和收尾控制机制是怎样应用于提案的，在其整个生命周期中提案又是怎样保持方向的。这有别于管理控制，后者关注提案在内部是怎样控制的，而组织治理维度关注的是外部因素对提案的影响是如何得到控制（或减轻）、促进最终结果的。有效的发起方式有利于其实现。
组织治理也关注组织的其他控制机制是怎样部署、标准是如何实现的，这包括法律方面和规范框架方面。它也考虑对利益相关方参与的分析层级、需求如何纳入产出及成果设计和交付的分析层级。

### (7)资源管理
资源管理涵盖了为实施所需的各种类型资源的管理，包括人力资源、建筑物、设备、供应商、信息、工具和支持团队等。资源管理的关键因素是获取资源的流程和供应链怎样提高资源利用的效率。应有证据表明开展了能力规划和排序，这才能进行有效的资源管理。绩效管理和机会挖掘也应得到开展。资源能力规划应考虑到运营方面为变革所储备的资源。

## P3M3成熟度级别
成熟度等级使组织能够识别出沿着他们所选择的道路的过程改进途径。这个过程被视作长期的战略承诺，而不是即时战术问题的快速解决。虽然短期快速的改进能够实现特定的目标，P3M3的真正的好处通过持续的过程改进实现。
P3M3使用一个五级的成熟度框架，五级的成熟度级别如下：
Level 1-awareness of process  第一级-初始级
处于第一级成熟度的组织可能会取得一些成功的活动，但这些通常是基于关键个人的能力，而不是整个组织的知识和能力。此外，这种“成功”通常是以预算和计划的超出为代价的，由于正是流程的缺乏，处于第一层级的组织会透支自己的承诺，在危机中放弃原则，并且不能一如既往的重复过去的成功经验。没有规划和执行的支持，过程的接受是很有限的。
Level 2-repeatable process  第二级-可重复级
通过引用特定的活动，组织将能够建立基本的管理实践——例如跟踪开支、进度和调度资源——并且这些流程在不断发展。有能够展示成功的过程记录或与此相类似的关键个人，通过他们，组织能够在将来重复过去的成功做法。
Level 3-defined process  第三级-定义级
第二级别和第三级别的关键的区别在于范围定义的标准、流程的描述和过程——例如明确的目标、输入、活动、角色、验证步骤、输出和验收标准。这使得组织对过程的管理更加积极主动，这又是通过对流程和产品的相互关系和措施的理解实现的。这些标准的流程可依照指引进行剪裁，以便适应特定的环境。
Level 4-managed process  第四级-管理级
第四级的特征是拥有成熟的能够被定量管理的行为和流程——例如，使用度量和定量的技术进行控制。有关于质量和流程性能的量化目标，这些将被作为管理流程的标准。收集到的测量数据将有助于建立组织整体的性能测量框架，对分析项目组合也是必要的，也有助于确定当前的能力和能力限制。
Level 5-optimized process  第五级-优化级
组织从过程和产品度量中获得的知识将使它了解变化的原因，从而能优化其性能。从已固化的流程和验证创新的理念、技术中得到定量反馈使组织流程能够持续改进。有一个可靠的框架来处理治理、组织治理和绩效管理等方面的问题。组织将能够展示其组织目标与商业计划的一致性，这些将通过对范围、发起人、承诺、计划、资源分配、风险管理、收益实现的综合管理实现。

## P3M3评估的优势
1. 对标一个标准而非其他组织。
2. 有助于判断您达成愿景所需的能力级别。
3. 关注的是组织成熟度，而非个人、项目或者项目群。
4. 根据成熟度路径，为组织提供客观的劣势与优势评估。
5. 为进一步投资于项目群和项目管理的基础设施提供论证。
6. 有利于对后续进展的规划。

## P3M3评估的十步模型
1. 确定范围
2. 选择评估的模型
3. 选择评估的方法
4. 发放在线调研问卷（条件允许时）
5. 进行数据汇总和采样
6. 访谈
7. 将在线调研结果与样本数据及各项访谈进行比对
8. 制作报告草稿
9. 报告评估结果
10. 最终报告定稿

## P3M3评估类别

### P3M3评估主要分为三类：
1. 认证评估：该评估包含详细的分析，以及APMG的正式认证。这种方式适用于已经开展过评估，并且有信心迈上更好的成熟度等级的组织。
2. 诊断与改进评估：诊断与改进评估由专业咨询机构开展。这类评估最适用于正打算提升成熟度的组织，这些组织多是刚刚起步,或想做一个中期评估来检查自己的进展。
3. 发现评估：发现评估是对那些希望了解自己目前位置的组织开展的基础性的定位评估。每个模型的在线调查都用30多个问题来构建绩效测量基线；这套服务系统还能收集受访人意见，并可以延伸开展技能评估。

### 典型案例：
经过全球150多家组织的实践和论证，投资项目管理成熟度模型，能够为组织实现多个维度的量化收益：
1.在给定的绩效目标下，有效匹配相应的项目管理能力
据伦敦地铁的首席财务官在2011年5月指出，通过使用P3M3成熟度评估过程，3年半时间内年节省了7亿美元，在今后两年继续迈上新一级项目管理成熟度台阶时预计将累计节省15亿美元。
2.提高按时交付的比例
实践证明，通用汽车完按时成项目里程碑的比率从50%提高到85%；摩根大通平均延误项目交付日期比原来降低了70-80%。
3.提高项目交付的质量
据统计，西门子信息系统有限公司在三个技术领域中缺陷率平均降低了71%。
4.降低成本
通用动力公司先进的信息系统，减少了 64% 的维护人员成本，同时组织规模增大了一倍。
5.提高生产力
澳大利亚应用管理服务ᨀ供数据，其生产率提高了20%。
6.提高客户满意度
诺斯洛普格，国防企业解决方案收到了超过98% 的顾客奖励费。
7.提高投资回报率
路透社表示，通过减少释放后的缺陷使投资回报率ᨀ提高到原来的3 倍。

## 扩展阅读
1. https://web.archive.org/web/20131024012737/http://www.wowproject.org/consult_detailed.asp?productid=433
2. https://web.archive.org/web/20160420054715/http://wowproject.org/consult_detailed.asp?productid=471
3. https://web.archive.org/web/20120715083546/http://www.wowproject.org/index.asp